# Jeremiah Wadsworth

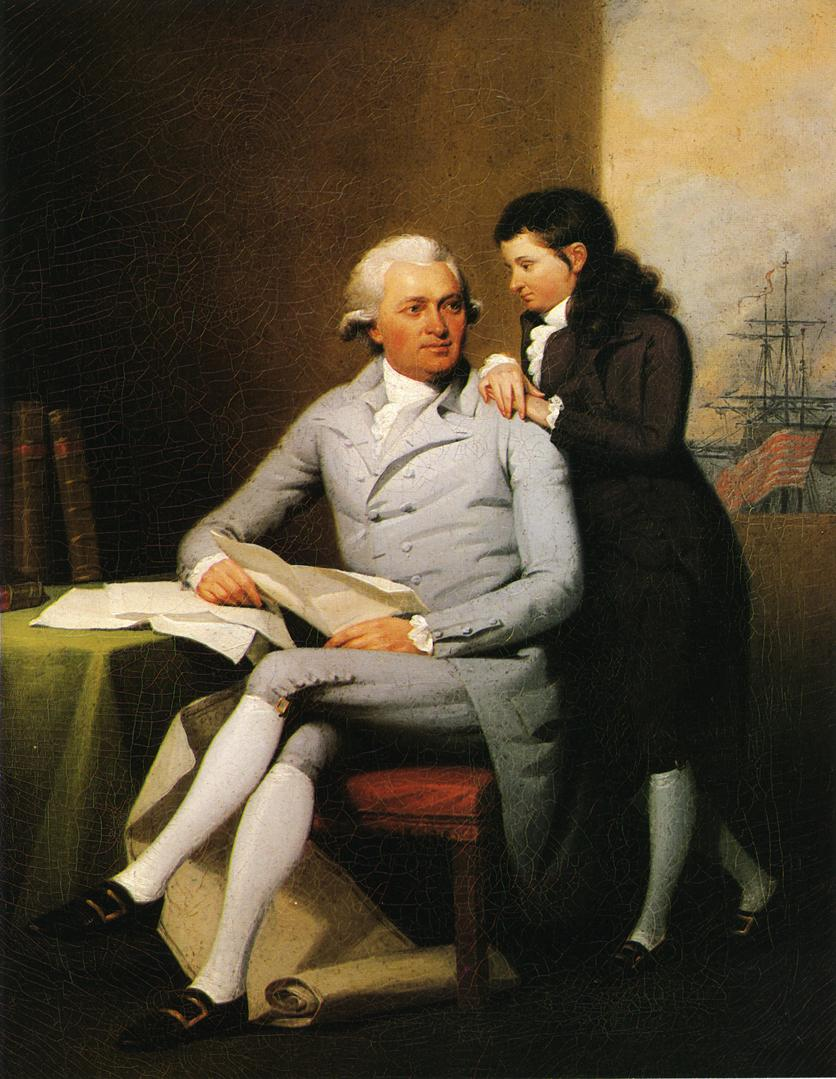
Jeremiah Wadsworth mit seinem Sohn Daniel auf einem Gemälde von John Trumbull (1784)

Jeremiah Wadsworth (* 12. Juli 1743 in Hartford, Colony of Connecticut; † 30. April 1804 ebenda) war ein US-amerikanischer Politiker. Zwischen 1789 und 1795 vertrat er den Bundesstaat Connecticut im US-Repräsentantenhaus.

## Werdegang
Jeremiah Wadsworth wuchs während der britischen Kolonialzeit auf. Er besuchte die öffentlichen Schulen seiner Heimat und fuhr ab 1761 zur See. Während der amerikanischen Revolution schloss er sich dieser Bewegung an und wurde zwischen 1775 und 1778 während des Unabhängigkeitskriegs  Beschaffungsoffizier in der Kontinentalarmee. 1788 wurde er in den Kontinentalkongress gewählt. Im selben Jahr war er Mitglied der Versammlung, die für Connecticut die Verfassung der Vereinigten Staaten ratifizierte.
Bei den Wahlen zum ersten Kongress, die in Connecticut staatsweit abgehalten wurden, wurde er für das fünfte Abgeordnetenmandat seines Staates in das US-Repräsentantenhaus gewählt. Nach zwei Wiederwahlen konnte er zwischen dem 4. März 1789 und dem 3. März 1795 drei Legislaturperioden im Kongress absolvieren. Im Jahr 1794 verzichtete er auf eine weitere Kandidatur.
Nach seiner Zeit im US-Kongress wurde Wadsworth 1795 in das Repräsentantenhaus von Connecticut  gewählt. Zwischen 1795 und 1801 gehörte er dem Regierungsrat seines Staates an. Außerdem arbeitete er in der Landwirtschaft. Jeremiah Wadsworth starb am 30. April 1804 in seinem Geburtsort Hartford.